# Сяо-цзун (династия Сун)
Сяо-цзун (кит. 孝宗, личное имя — Чжао Шэнь (кит. 趙昚) 27 ноября 1127 — 28 июня 1194) — 2-й китайский император империи Южная Сун в 1162—1189 годах (11-й император династии Сун), посмертное имя — Чэн Сяо-хуанди (кит. 成孝皇帝).

## Биография

### Молодые годы
Происходил из императорского рода Чжао. Сын Чжао Цзычэна, князя Сюй. При рождении получил имя Юань. Вместе с отцом бежал на юг. В 1133 году номинально назначается главой войск Гуйчжоу. В 1142 году получает титул князя Пуан. В 1160 году получил титул князя Ван и новое имя Вэй. В 1162 году император Южной Сун Гао-цзун усыновил его (единственный сын Гао-цзуна умер молодым) и объявил наследником престола. Тогда же снова сменил имя — на Шэнь. В том же году Гао-цзун отрекся от власти, а новым императором стал Чжао Шэнь. Он принял имя Сяо-цзун.

### Правление
Сначала новый император восстановил в своих должностях и титулах военных, которые были подвергнуты преследованиям при бывшем императоре. В 1163 году начал военную кампанию против государства Цзинь. Впрочем северный поход сунской армии потерпел неудачу. Наконец в 1165 году было заключено новое соглашение с чжурчжэнями, согласно которому Сун признавала себя вассалом Цзинь, впрочем ежегодная дань уменьшалась до 202 тысяч унций серебра и Сун получила города Хайчжоу, Шичжоу, Денчжоу, Циньчжоу, Шанчжоу.
В дальнейшем Сяо-цзун отказался от активной внешней политики, сосредоточив внимание на внутренних делах. Для улучшения экономического положения крестьян в 1167 году император дал им возможность получать государственные займы под низкий процент. Впрочем Сяо-цзун не долго занимался реформаторством. Со временем он все больше погружался в развлечения, интересовался литературой и искусством. При этом влияние на него получила группа евнухов, которые на самом деле и управляли государством. Вследствие этого усилились взяточничества, злоупотребления.
В 1187 году смерть отрекшегося императора Гао-цзуна произвела на Сяо-цзуна большое впечатление. Наконец, 18 февраля 1189 года он отрекся от власти в пользу своего сына Чжао Дуня.

### Последние годы
До конца жизни Сяо-цзун находился в печали, не интересовался делами, много времени посещал буддистские храмы, пытался вести отшельническую жизнь. Он скончался 28 июня 1194 года.